# Regne de Dauro
El regne de Dauro o Dawro fou un estat del sud d'Etiòpia que es va fundar vers la meitat del segle xvii per refugiats del veí estat musulmà de Dawaro, a l'est, arribats al segle anterior. El regne va rebre el nom despectiu de Kullo. Els seus reis portaven el títol de "tato". El 1835 hi va haver un canvi de dinastia. Al segle xvii fou tributari del regne de Kaffa. El 1889 fou annexionat per Menelik II.
Els dawros parlen una llengua omòtica de la família ometo emparentada amb altres llengües properes com el gam, el gofa, el wolayta, el dorze, el koorete, el male, i de fet quasi igual (en un 70/80%) a totes excepte les dues darreres.

## Governants
- Shalla 1645 - 1680
- Mahedda 1680 - 1715
- Adeto 1715 - 1750
- Rashu 1750 - 1785
- Hallala 1785 - 1835
- Rashu Tagoje 1835 - 1875
- Sana 1875 - 1878
- Dado 1878 - 1881
- Gansa (Kanta) 1881 - 1889